# 프랑코 에스코바르
프랑코 니콜라스 에스코바르(Franco Nicolás Escobar, 1995년 2월 21일 ~ )는 아르헨티나의 축구 선수로 현재 미국 MLS의 로스앤젤레스 FC에서 수비수로 뛰고 있다.

## 클럽 경력
2015년 6월 7일 에스코바르는 보카 주니어스와의 경기에서 프로 무대에 데뷔했다. 2017년 12월 8일 에스코바르는 메이저 리그 사커의 애틀랜타 유나이티드 FC로 이적했다.

## 수상
애틀랜타 유나이티드
- MLS컵 : 우승 (2018)
- US 오픈컵 : 우승 (2019)
- 캄페오네스컵 : 우승 (2019)

 로스앤젤레스 FC
- MLS컵 : 우승 (2022)